# Limnophila iota
Limnophila iota är en tvåvingeart som beskrevs av Alexander 1964. Limnophila iota ingår i släktet Limnophila och familjen småharkrankar. Inga underarter finns listade i Catalogue of Life.